# Daldorfia excavata
Daldorfia excavata is een krabbensoort uit de familie van de Parthenopidae. De wetenschappelijke naam van de soort is voor het eerst geldig gepubliceerd in 1905 door Baker.